# Ładne Halo
Ładne Halo – polskie wydawnictwo oraz studio graficzne z siedzibą w Łodzi, założone w 2010.

## O wydawnictwie
Ładne Halo zostało założone w 2010 przez Macieja Blaźniaka jako wydawnictwo książek dla dzieci i studio graficzne, do którego po niedługim czasie przyłączyła się Joanna Guszta. W 2011 opublikowano pierwsze książki autorstwa założycieli: “Kiedy będę duży, to zostanę dzieckiem” Blaźniaka oraz "Jak się poznaliśmy" Guszty. Od samego początku wydawnictwo było nakierowane na publikacje książek dla dzieci, przy których kładziono duży nacisk na design. Jak samo wydawnictwo pisze o sobie, w swojej misji wydawniczej "stawia na nowoczesne książki obrazkowe, autorskie historie i dobry polski design". Początkowo siedziba firmy mieściła się w kompleksie Off Piotrkowska, ale po jakimś czasie przeniesiono ją na ul. Srebrzyńską 99/7.
Ładne Halo nawiązało współpracę z Microsoft Polska, co zaowocowało wydaniem aplikacji mobilnej zatytułowanej "Halobajki", stanowiącej interaktywną formę wydanych wcześniej książek. 
Poza twórczością założycieli, Ładne Halo publikuje również książki innych autorów, m.in.: Marty Szudygi, Katarzyny Boguckiej, Pawła Mildnera, Agaty Królak czy Mateusza Wysockiego.